# Hastula lepida
Hastula lepida é uma espécie de gastrópode do gênero Hastula, pertencente a família Terebridae.